# 太平洋鯡
太平洋鲱（学名：Clupea pallasii）是鯡屬的一種魚類。分布於北極海及北太平洋海域，头小，流线形体，体色鲜艳，体侧有银色闪光、背部呈深蓝的金屬色，成体长20—38公分。棲息在沿海海域，繁殖期時會洄游至淡水溪流，成群活動，主食桡足类、翼足类和其他浮游甲壳动物以及鱼类的幼体。有鳕鱼、鲑鱼和金枪鱼等天敌。
太平洋鲱的產卵季不定，但通常是前半年，產卵地點一般位於潮間帶或朝下帶生長有鳗草等各種海草的地方。由於它是一種具有高經濟價值的食用魚，自1993年以來其數量就大幅下滑，不過2010年代以來由於保護得當，北美海域的太平洋鲱數量已經開始緩慢回升。

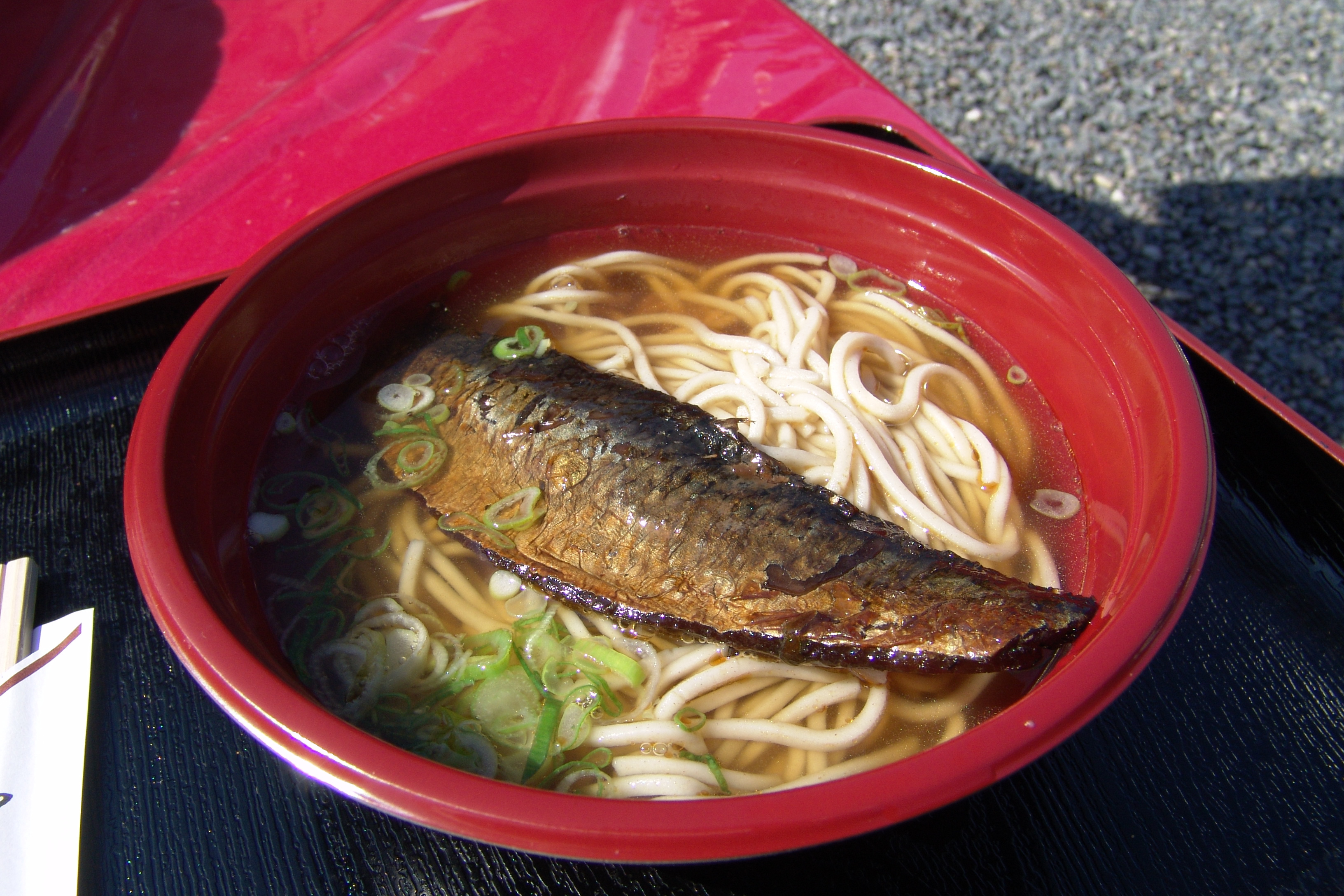
太平洋鯡鱼块荞麦面，摄於日本京都市